# 數位權利
數位權利（Digital rights）意指個人合法使用電腦的權限，包含所有的電子儀器或是溝通網絡以及網際網路。特別是針對現實已存的權利，諸如在新興科技中的隱私權、言論自由（詳見信息自由）。

## 網際網路與人權
部分在網際網路上的人權已被認同。包括: 言論自由、資料保護、 隱私權 及 結社自由。更進一步包含受教權、多語、消費者保護，另外保有發展權也已被認同:36。人權被認為是網際網路上科技及價值觀之間遺失的環結:40。

## APC 互聯網權利憲章
APC 互聯網權利憲章是由進步通信協會（APC）於2001年2月在布拉格舉行的歐洲網路權力論壇中創立。
權利憲章勾勒出人們通訊的脈絡及發展中的七大主題: 所有的網絡鍊結；言論自由、結社自由；知識享用權、共同學習與創作 - 免費資源、開放原始碼軟體、技術開發；隱私權、及加密；網路管理；認知、保護和實現人權:39。
APC中指出 "有能力自由的分享資訊及透過網際網路通訊對現實中的人權所必需的，一如世界人權宣言、經濟、社會及文化權利國際公約、公民權利和政治權利國際公約以及消除對婦女一切形式歧視公約。"

## 世界資訊社會高峰會 (WSIS)
2003年12月世界資訊社會高峰會（WSIS）在聯合國主導的協助下展開。經過政治、經濟及民間社會的代表之間冗長的協商，世界資訊社會高峰會WSIS的原則性聲明獲得採納。重申人權:

"我們重申其普遍性，不可分割性，相互依存和相互關聯對於所有人權和基本自由，包括其發展權，一如維也納宣言。同時重申民主、永續發展並且尊重人權和基本自由在各種層面上是相互依存，相輔相成的。我們更決心加強於強化規則無論是在國際間或是各國之內。
WSIS也在宣言中具體指出言論自由在"資訊社會"的重要性：

"我們重申，作為一個資訊社會所必要的基礎，並基於世界人權宣言第19條之概念人人都有享有言論及表達的自由；這種權利包括可不受干預持有意見的自由以及可自由的通過任何媒介尋找、接受、傳播信息和思想不論國界。交流是一種基本的社會過程，是人類基本需求和所有社會組織的基礎。這是資訊社會的核心，每個人，每個地方均應有機會參與，沒有人應該被排除在資訊社會所提供的利益之外。"

2004年世界資訊社會高峰會的原則性宣言也承認"尊重人權的同時，也必需防止信息資源和技術用於犯罪和恐怖主義活動"沃爾夫·岡貝尼德克批評，WSIS宣言僅有部分引自人權，沒有任何程序說明或機制，以確保人權能被實踐:36。

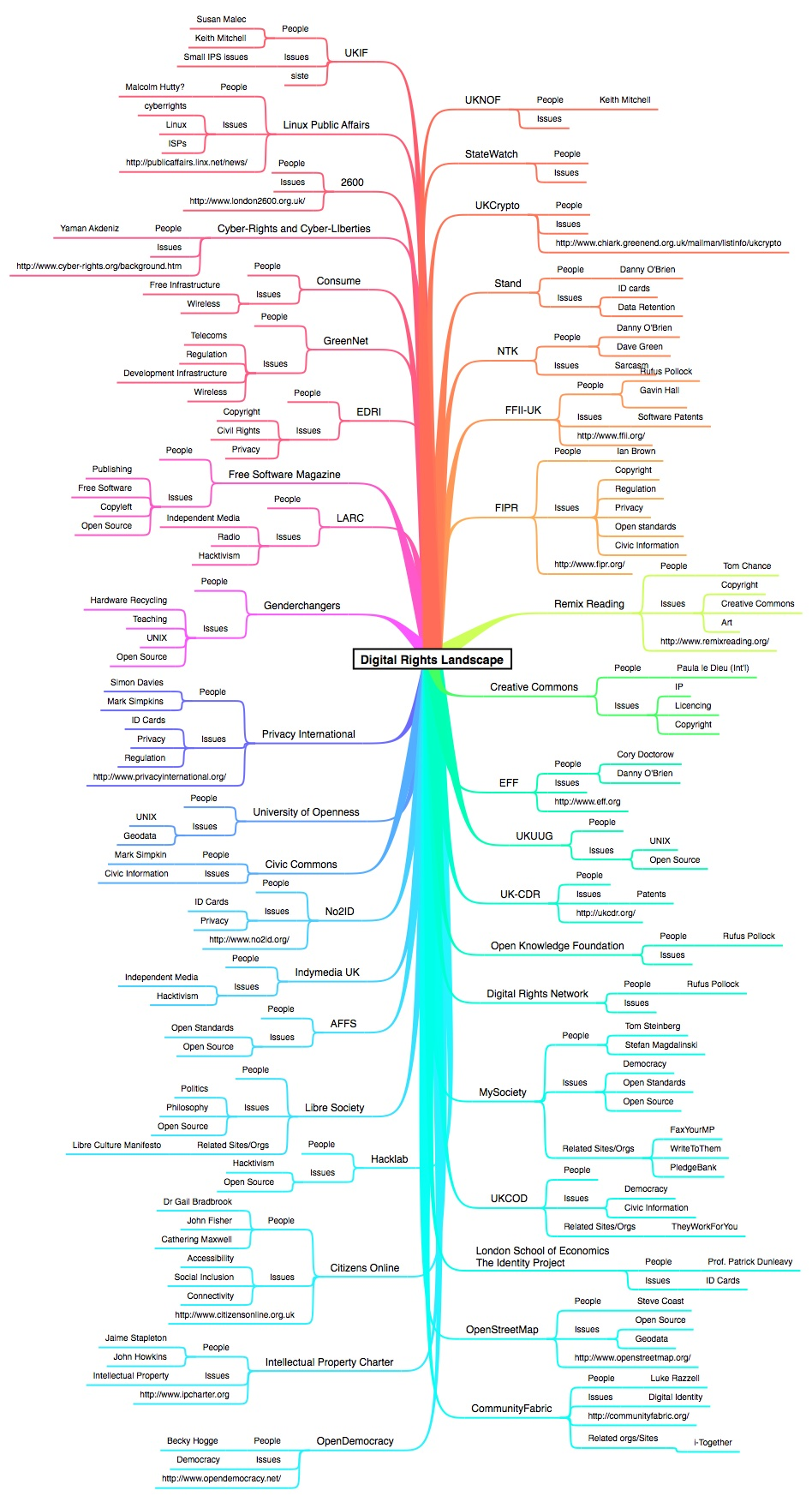
數位人權概念圖

## 網路人權法案
動態聯盟的網路人權法案首現於2008年里約熱內盧的世界資訊社會高峰會會議（WSIS）部分來自2007年9月該聯盟在羅馬召開一個大型網路人權對話論壇。話論壇成立的目的不是建立新的人權法律草案，而是以成套的工作準則解釋現行的資訊社會在人權方面的需求和挑戰。該聯盟希望針對現有的國際人權法條約進行一次清查，並成為一個綜合性平台來闡述網路人權法案的內容:38。

## 全球網路計畫組織
2008年10月29日，全球網路計畫組織(GNI)成立，於2008年10月29日根據“言論和隱私自由原則”成立。該協會的建立正值《世界人權宣言》成立60週年之際，並基於國際公認法律及記載於世界人權宣言中的言論自由和隱私之人權的標準，它符合《公民權利和政治權利國際公約》以及《經濟、社會及文化權利國際公約》。該倡議的參與者有：電子前線基金會、人權觀察組織、谷歌、微軟、雅虎以及其他一些主要的公司、非政府人權組織、投資者和學者。
據調查顯示，思科系統參與了初步討論但並沒有加入公約的行列之中。哈靈頓投資建議思科建立一個人權平台並取消作為任何擁有包裝的產品應遵循的自律守則——GNI。哈靈頓投資的首席行政長官John Harrington將GNI稱作「毫無意義的噪音」。他認為需要有一個詳細的規章來規定各討論平台的作者接受保護人權的責任。

## 數位版權示意圖
2005年英國的開放版權組織公佈了數位版權示意圖，展示了個人及組織活動可能涉及需要保存的數位版權。圖表包函括網際網路上的團體、個人及網站。

## 數字权利倡導組織
- 自由軟體基金會
- Digital Rights Ireland（英语：爱尔兰数字权利组织）
- 電子前哨基金會
- European Digital Rights（英语：欧洲数字权利组织）
- Open Rights Group（英语：Open Rights Group）
- IT-Political Association of Denmark（英语：IT-Political Association of Denmark）
- 美國消費者娛樂協會（英语：Entertainment Consumers Association）

## 相關連結
- 網際網路權利法案
- 反仿冒貿易協定
- 數位落差(亦作數碼鴻溝、數碼隔膜、或數碼差距)
- 數位著作權管理 (DRM)
- 媒體執行署 (歐盟委員會)
- 電子公民不合作主義（英语：Electronic civil disobedience）
- 歐洲工業國家圓桌會議
- 資訊隱私（英语：Information privacy）
- 互联网审查
- 網路隱私
- 网络中立性
- 保护知识产权法案
- 禁止网络盗版法案
- 跨太平洋戰略經濟夥伴關係協議
- 跨大西洋貿易及投資夥伴協議

## 外部連結
- La Quadrature du Net citizens group defending digitals rights in Europe （页面存档备份，存于）
- APC Internet Rights Charter （页面存档备份，存于）
- Digital Rights, Electronic Privacy Information Center (E.P.I.C.) （页面存档备份，存于）
- A news article about a digital rights group in the U.K. （页面存档备份，存于）